# Paolo de Napoli
Paolo de Napoli ist ein italienischer Gesangslehrer und Vocalcoach.
Er hat an vielen wichtigen Opernhäusern gearbeitet. Darunter die Lettische Nationaloper, Opern in Moskau, St. Petersburg und Tokyo sowie  Brünn und Prag, ebenso arbeitete er für das XXVII. Macao International Music Festival. Des Weiteren war er Associated Professor an der University of South Carolina. 

Napoli ist Gesangslehrer vor allem für Opernsänger, wie zum Beispiel Pavel Černoch und Vladimir Chmelo.
Er leitete Meisterklassen in Belgien, Riga und Florenz. 

Er war Direktor für Gesangsstudien an der Japan Art Society in Tokyo, wo er ebenfalls Meisterklassen leitete.